# Ken Ames
Kenneth George Ames (17 tháng 9 năm 1933 – 12 tháng 5 năm 2010) là một cầu thủ bóng đá người Anh có 2 lần ra sân ở Football League thi đấu ở vị trí tiền đạo trung tâm cho Portsmouth.